# Двуликий Янус (фильм)
«Двуликий Янус» — дебютный кинофильм ирано-британского сценариста Хуссейна Амини, остросюжетный психологический триллер на основе одноимённого романа Патриции Хайсмит, с Вигго Мортенсеном, Кирстен Данст и Оскаром Айзеком в главных ролях.

## Сюжет
1962 год. Американцы Честер и Колетта Макфарланды (Мортенсен и Данст) — авантюрная пара в бегах — на лодке через Коринфский канал прибывают в Афины. Осматривая Афинский Акрополь, они знакомятся с греко-говорящим американцем Райделом Кинером (Айзек) — гидом, наживающимся на обмане доверчивых туристов — и предлагают соотечественнику вместе отобедать. В отеле Честер вынуждает Райдела помочь ему избавиться от тела частного детектива, который якобы напал на Макфарландов. Став соучастником преступления, гид присоединяется к Честеру и Колетте в их путешествии из Греции в Турцию. Рейдал начинает оказывать знаки внимания супруге Честера, что вызывает в последнем параноидальную ревность. Финал битвы двух аферистов разыгрывается в тёмных улочках Гранд-базара в Стамбуле.

## В ролях
| Актёр           | Роль              |
| --------------- | ----------------- |
| Вигго Мортенсен | Честер Макфарланд |
| Кирстен Данст   | Колетт Макфарланд |
| Оскар Айзек     | Райдел Кинер      |
| Йигит Озшенер   | Яхья              |

## Производство
Лента стала режиссёрским дебютом Хуссейна Амини — автора сценария для таких постановок как «Крылья голубки» и «Драйв». Экранизация этой «истории об умирающей любви» была для Амини, по его собственным словам, навязчивой идеей, как минимум, последние 15 лет. В работе над постановкой режиссёр опирался, в первую очередь, на стиль классических лент Альфреда Хичкока.
Съёмки картины стартовали в Афинах в октябре 2012 года. «Двуликий Янус» стал одним из немногих фильмов, снимавшимся непосредственно в Афинском Акрополе — достопримечательности, как правило, закрытой для кинематографистов. Натурные съёмки в Греции и Турции были дополнены небольшим количеством павильонного материала, срежиссированного в Великобритании. Презентация эксклюзивного трейлера фильма состоялась 10 февраля 2014 года — за день до премьеры «Двуликого Януса» на 64-м Берлинском кинофестивале в рамках специальной программы.